# Президентские выборы в Абхазии (2014)
Шестые президентские выборы в Абхазии прошли 24 августа 2014 года. Очередные выборы должны были состояться в 2016 году, но действующий президент Александр Анкваб в связи с острым политическим кризисом 1 июня 2014 года ушёл в отставку, а парламент Абхазии ещё до отставки Анкваба, 31 мая, назначил исполняющим обязанности президента Абхазии председателя парламента Валерия Бганбу и утвердил дату внеочередных президентских выборов.
Согласно закону о президентских выборах, главой государства может быть избран гражданин Республики Абхазия абхазской национальности, не моложе 35 и не старше 65 лет, постоянно проживающий на территории страны не менее пяти последних лет на день голосования. Всего к голосованию на выборах президента допущен 132 861 избиратель.
Абхазское законодательство определяет избранным кандидата в президенты, если во время голосования он получил 50 % +1 голос избирателей, участвовавших в голосовании. В случае, если ни один из кандидатов не набирает достаточного числа голосов, в течение двух недель объявляется второй тур на котором победившим считается тот, кто собрал простое большинство голосов.
Председатель Центральной избирательной комиссии Абхазии — Батал Иванович Табагуа.
По официальным данным, досрочные президентские выборы обошлись бюджету республики в 14,3 млн рублей.

## Кандидаты
Регистрация инициативных групп, партий и выдвижение кандидатов в президенты Абхазии проводилась с 25 июня до 14 июля 2014 года. Все кандидаты в президенты должны были сдать экзамен на знание абхазского языка. В связи с этим при ЦИК была создана лингвистическая комиссия, которую возглавил академик Шота Арстаа.
Беслану Эшбе было отказано в регистрации кандидатом на пост президента из-за недостаточного владения абхазским языком, а все остальные 4 кандидата преодолели языковой ценз.
25 июля в конференц-зале сухумской гостиницы «Атриум Виктория» все четверо зарегистрированных кандидатов подписали Договор об общественном согласии. Накануне все они вместе, как принадлежащие к православному вероисповеданию, участвовали в молебне, состоявшемся в Сухумском кафедральном соборе Благовещения Пресвятой Богородицы. После молебна глава Абхазской православной церкви иерей Виссарион (Аплиаа) призвал кандидатов чувствовать ответственность за мир и стабильность в абхазском обществе, не предаваться греховным митинговым страстям, а поступать во всех своих делах по-евангельски.

## Голосование
В выборах принимали участие граждане Абхазии, избирательные участки, помимо всей территории республики, были открыты в Москве, Черкесске и Стамбуле. При этом 22 тысячи жителей Гальского и Ткуарчальского районов, имеющих одновременно паспорта Республики Абхазия и Республики Грузия и ранее принимавших участие в выборах, по требованию Р.Хаджимбы не были допущены Центризбиркомом РА к голосованию 2014 года. Лица, имеющие одновременно абхазское и российское гражданства, к выборам допускались без ограничений.

## Результаты
По данным ЦИК Абхазии, Рауль Хаджимба набрал 50, 57 % голосов, всего 50 494 голоса. Аслан Бжания набрал 35,91 %, всего около 36 тысяч голосов. Мераб Кишмария получил 6,4 %, Леонид Дзяпшба — 3,4 % голосов.
Явка на выборах 70 %. В голосовании приняло участие 99859 граждан Республики Абхазия.

## Официальные сайты кандидатов
- Бжания Аслан Георгиевич Архивная копия от 4 декабря 2021 на Wayback Machine